# Geek code
Pour les articles homonymes, voir Geek (homonymie).

Exemple de geek code

Le Geek Code est une suite de lettres et de symboles que les geeks utilisent pour renseigner les autres geeks sur leur personnalité, leur apparence, leurs domaines d'intérêt et leurs opinions. L'idée est qu'un geek peut écrire (encoder) tout ce qui le rend unique, différent des autres geeks, dans un format très compact : le Geek Code. Après quoi, d'autres geeks peuvent lire le Geek Code et le déchiffrer, pour en déduire à quoi ressemble l'auteur, ce qu'il aime, etc. Ce code est considéré très geek : difficile à lire, il évoque bien l'archétype du message informatique incompréhensible.
Le Geek Code a été inventé en 1993 par Robert Hayden. Il est défini sur geekcode.com. La traduction du Geek Code est assez peu accessible, celle-ci étant contraire au principe même du Geek Code selon certains, cependant, certains programmes permettent de retrouver les propositions (en anglais) sélectionnées par l'auteur du Geek Code choisi (par exemple geekcode, disponible dans le gestionnaire de paquets Debian : sudo apt-get install geekcode).
À une époque, parmi certains utilisateurs de l'internet, il était courant d'ajouter son Geek Code dans sa signature, mais cette époque est aujourd'hui largement révolue. Pour plusieurs raisons, une bonne partie de la définition du Geek Code semble bien vieillotte au goût du jour. Par exemple, le World Wide Web y est décrit comme quelque chose de « relativement nouveau et peu compris. » Sans doute toujours peu compris de nos jours, mais certainement plus nouveau.
Diverses tentatives ont été faites de relancer des versions modifiées du Geek Code ; la dernière en date est Geek Code 3.20 qui vise à donner un permabloc[Quoi ?] à tous les geeks. 
Une fois qu'il a créé son Geek Code, le geek peut le replacer où bon lui semble. Quand cela était la mode, on pouvait en trouver dans les courriels, des sites web, des créations artistiques, des commentaires au milieu des codes sources de programmes et même sur des lettres ou des T-shirts. Aujourd'hui, on en trouve surtout sur des pages de présentation d'auteurs de sites web.

## Exemple complet de geek code
```
-----BEGIN GEEK CODE BLOCK-----
Version: 3.12
GCM/CS/E/IT/MC/TW/GO dX s+:+>: a-- C++(++++)$ ULS++++$ P+>++++ L+++$
!E--- W+++$ N+ o-- K+ w--- O- !M-- !V-- PS+@ PE- Y PGP+ t 5 X+ R-* tv
!b DI@ D-- G+ e++ h++ r y+*
------END GEEK CODE BLOCK------
```

La première et la dernière ligne  annonce respectivement le début et la fin de la description; celle-ci ne commence qu'après le numéro de version.
Dans le cas présent, le geek en question se décrit comme « Geek of Computer Management ».